# Siegfried Hunklinger
Siegfried Hunklinger (* 25. August 1939 in Hochberg) ist ein deutscher Physiker. 

## Leben
Er wurde 1969 an der TU München mit einer Arbeit über Van-der-Waals-Kräfte zwischen makroskopischen Körpern promoviert. 1977 erfolgte die Habilitation.
Seit 1982 ist er Professor an der Universität Heidelberg, zunächst am Institut für Angewandte Physik, dann am Kirchhoff-Institut für Physik, das er gemeinsam mit Karlheinz Meier im Jahr 1999 gründete. Er arbeitete vor allem in der Tieftemperaturphysik fester Körper, u. a. an der Aufklärung der sog. „Zweiniveauzentren“. Von 2005 bis 2011 war er Mitglied des Dreiergremiums Ombudsman für die Wissenschaft der Deutschen Forschungsgemeinschaft (DFG).
Zu seinen Studenten zählt Stefan Hell (Diplom 1987, Promotion 1990), der 2014 mit dem Nobelpreis für Chemie ausgezeichnet wurde.

## Auszeichnungen
1977 erhielt er den mit 15.000 Euro dotierten Walter-Schottky-Preis für Festkörperphysik der Deutschen Physikalischen Gesellschaft (DPG) und 1999 die Stern-Gerlach-Medaille der DPG für seine experimentellen Arbeiten auf dem Gebiet der Physik amorpher Festkörper.

## Werke
- Tieftemperaturphysik (zusammen mit Christian Enss, 2000, ISBN 3-540-67674-0)
- Festkörperphysik. 2., verb. Auflage 2009, Oldenbourg Wissenschaftsverlag. ISBN 978-3-486-59045-6